# Lista de animais por número de neurônios
A seguir estão duas listas de animais ordenadas pelo tamanho de seu sistema nervoso. A primeira lista mostra o número de neurônios em todo o sistema nervoso, indicando sua complexidade neural geral. A segunda lista mostra o número de neurônios na estrutura que foi considerada representativa da inteligência animal. O cérebro humano contém 86 bilhões de neurônios, com 16 bilhões de neurônios no córtex cerebral.

## Resumo
Neurônios são as células que transmitem informações no sistema nervoso de um animal para que ele possa sentir estímulos de seu ambiente e se comportar de acordo. Nem todos os animais têm neurônios; Trichoplax e esponjas não possuem quisquer células nervosas.
Os neurônios podem ser compactados para formar estruturas como o cérebro dos vertebrados ou os gânglios neurais dos insetos.

## Sistema nervoso inteiro
Todos os números para neurônios (exceto Caenorhabditis e Ciona) e todos os números para sinapses (exceto Ciona) são estimativas.
| Nome                                | Neurônios no cérebro e sistema nervoso inteiro | Sinapses                               | Detalhes                                                                                                 | Imagem | Fonte                |
| ----------------------------------- | ---------------------------------------------- | -------------------------------------- | --- | ------ | -------------------- |
| Porifera                            | 0                                              |                                        | |        | [ 3 ]                |
| Trichoplax                          | 0                                              |                                        | Despite no nervous system, it exhibits coordinated feeding and response behaviors.                       |        | [ 5 ]                |
| Asplanchna brightwellii (rotifer)   | 200                                            |                                        | Cérebro apenas                                                                                           |        | [ 6 ]                |
| Tardigrade                          | 200                                            |                                        | Cérebro apenas                                                                                           |        | [ 7 ]                |
| Ciona intestinalis larva (Tunicata) | 231                                            | 8 617 (apenas sistema nervoso central) | |        | [ 8 ] [ 9 ]          |
| Caenorhabditis elegans              | 302                                            | 7 500                                  | o único organismo a ter todo seu conectoma mapeado.                                                      |        | [ 13 ]               |
| Estrela-do-mar                      | 500                                            |                                        | anel de neurônios circundando a boca                                                                     |        | *requires references |
| Água-viva                           | 5 600                                          |                                        | Hydra vulgaris (H. attenuate)                                                                            |        | [ 14 ]               |
| Megaphragma mymaripenne             | 7 400                                          |                                        | |        | [ 15 ]               |
| Box jellyfish                       | 8 700–17 500                                   |                                        | adult Tripedalia cystophora (8 mm diameter) – does not include 1000 neurons in each of the four rhopalia |        | [ 16 ]               |
| Medicinal leech                     | 10 000                                         |                                        | |        | [ 17 ]               |
| Pond snail                          | 11 000                                         |                                        | |        | [ 18 ]               |
| Lesma marinha                       | 18 000                                         |                                        | |        | [ 19 ]               |
| Amphioxus                           | 20 000                                         |                                        | apenas sistema nervoso central                                                                           |        | [ 20 ] [ 21 ]        |
| Larval zebrafish                    | 100 000                                        |                                        | |        | [ 22 ]               |
| Lobster                             | 100 000                                        |                                        | |        | [ 23 ]               |
| Drosophila melanogaster             | 100 000                                        | 10 000 000[carece de fontes?]          | |        | [ 24 ]               |
| Wandering spider                    | 100 000                                        |                                        | |        | [ 25 ]               |
| Calliopsis (abelha)                 | 234 000                                        |                                        | |        | [ 26 ]               |
| Formiga                             | 250 000                                        |                                        | Varia por espécie                                                                                        |        | [ 27 ]               |
| Perdita (genus)                     | 275 000                                        |                                        | |        | [ 26 ]               |
| Melissodes                          | 495 000                                        |                                        | |        | [ 26 ]               |
| Bombus impatiens                    | 557 000                                        |                                        | |        | [ 26 ]               |
| Western honey bee                   | 613 000                                        |                                        | |        | [ 26 ]               |
| Abelha                              | 960 000                                        | 1 000 000 000                          | |        | [ 28 ]               |
| Barata                              | 1 000 000                                      |                                        | |        | [ 29 ]               |
| Coconut crab                        | 1 000 000                                      |                                        | c. 1,000,000 interneurons are dedicated to analysing olfactory input alone.                              |        | [ 30 ]               |
| California carpenter bee            | 1 180 000                                      |                                        | |        | [ 26 ]               |
| Steudner's dwarf gecko              | 1 771 000                                      |                                        | |        | [ 31 ]               |
| Brown anole                         | 2 792 000                                      |                                        | |        | [ 31 ]               |
| Mochlus sundevallii                 | 3 049 000                                      |                                        | |        | [ 31 ]               |
| Peloponnese slowworm                | 3 713 000                                      |                                        | |        | [ 31 ]               |
| Common house gecko                  | 3 988 000                                      |                                        | |        | [ 31 ]               |
| Takydromus sexlineatus              | 4 021 000                                      |                                        | |        | [ 31 ]               |
| Anolis cristatellus                 | 4 270 000                                      |                                        | |        | [ 32 ]               |
| Papua snake lizard                  | 4 271 000                                      |                                        | |        | [ 31 ]               |
| Guppy                               | 4 300 000                                      |                                        | |        | [ 33 ]               |
| Natal Midlands dwarf chameleon      | 4 305 000                                      |                                        | |        | [ 31 ]               |
| Acontias percivali                  | 4 340 000                                      |                                        | |        | [ 31 ]               |
| Sand lizard                         | 4 341 000                                      |                                        | |        | [ 31 ]               |
| Ocelot gecko                        | 4 420 000                                      |                                        | |        | [ 34 ]               |
| Darevskia raddei                    | 4 765 000                                      |                                        | |        | [ 31 ]               |
| Anolis evermanni                    | 4 920 000                                      |                                        | |        | [ 32 ]               |
| Echis carinatus                     | 4 951 000                                      |                                        | |        | [ 31 ]               |
| Cerastes cerastes                   | 4 996 000                                      |                                        | |        | [ 31 ]               |
| Tenerife gecko                      | 5 001 000                                      |                                        | |        | [ 31 ]               |
| Draco sumatranus                    | 5 174 000                                      |                                        | |        | [ 31 ]               |
| Blue-throated keeled lizard         | 5 269 000                                      |                                        | |        | [ 31 ]               |
| Crested gecko                       | 5 417 000                                      |                                        | |        | [ 31 ]               |
| Lacerta strigata                    | 5 529 000                                      |                                        | |        | [ 31 ]               |
| San Francisco garter snake          | 5 663 000                                      |                                        | |        | [ 31 ]               |
| Red-eyed crocodile skink            | 5 697 000                                      |                                        | |        | [ 31 ]               |
| Emoia cyanura                       | 5 733 000                                      |                                        | |        | [ 31 ]               |
| East African spiny-tailed lizard    | 5 756 000                                      |                                        | |        | [ 31 ]               |
| Chalcides ocellatus                 | 5 774 000                                      |                                        | |        | [ 31 ]               |
| Cylindrophis ruffus                 | 5 779 000                                      |                                        | |        | [ 31 ]               |
| Cat gecko                           | 5 964 000                                      |                                        | |        | [ 31 ]               |
| Aspidoscelis deppii                 | 5 968 000                                      |                                        | |        | [ 31 ]               |
| Brown water snake                   | 5 995 000                                      |                                        | |        | [ 31 ]               |
| Aspidelaps lubricus                 | 6 020 000                                      |                                        | |        | [ 31 ]               |
| Scincus scincus                     | 6 284 000                                      |                                        | |        | [ 31 ]               |
| Montivipera xanthina                | 6 677 000                                      |                                        | |        | [ 31 ]               |
| Hispaniolan curlytail lizard        | 7 063 000                                      |                                        | |        | [ 31 ]               |
| Sceloporus malachiticus             | 7 149 000                                      |                                        | |        | [ 31 ]               |
| Crotalus durissus                   | 7 263 000                                      |                                        | |        | [ 31 ]               |
| Agama agama                         | 7 455 000                                      |                                        | |        | [ 31 ]               |
| Agama aculeata                      | 7 631 000                                      |                                        | |        | [ 31 ]               |
| Gekko kuhli                         | 7 659 000                                      |                                        | |        | [ 31 ]               |
| Leopard gecko                       | 8 081 000                                      |                                        | |        | [ 31 ]               |
| Latastia longicaudata               | 8 099 000                                      |                                        | |        | [ 31 ]               |
| Razor-backed musk turtle            | 8 389 000                                      |                                        | |        | [ 31 ]               |
| Greek tortoise                      | 8 520 000                                      |                                        | |        | [ 31 ]               |
| Phelsuma grandis                    | 8 623 000                                      |                                        | |        | [ 31 ]               |
| Acanthocercus atricollis            | 8 650 000                                      |                                        | |        | [ 31 ]               |
| Tokay gecko                         | 8 892 000                                      |                                        | |        | [ 31 ]               |
| Russian tortoise                    | 9 008 000                                      |                                        | |        | [ 31 ]               |
| Marginated tortoise                 | 9 074 000                                      |                                        | |        | [ 31 ]               |
| Psammophis elegans                  | 9 170 000                                      |                                        | |        | [ 31 ]               |
| Xenopeltis unicolor                 | 9 293 000                                      |                                        | |        | [ 31 ]               |
| Zonosaurus Karsteni                 | 9 538 000                                      |                                        | |        | [ 31 ]               |
| Oplurus quadrimaculatus             | 9 565 000                                      |                                        | |        | [ 31 ]               |
| Malagasy giant chameleon            | 9 751 000                                      |                                        | |        | [ 31 ]               |
| Ahaetulla prasina                   | 9 767 000                                      |                                        | |        | [ 31 ]               |
| Dasia olivacea                      | 9 785 000                                      |                                        | |        | [ 31 ]               |
| Adult zebrafish                     | 10 000 000                                     |                                        | cells (neurons + other)                                                                                  |        | [ 35 ]               |
| Timon tangitanus                    | 10 619 000                                     |                                        | |        | [ 31 ]               |
| Cobra-do-milho                      | 10 629 000                                     |                                        | |        | [ 31 ]               |
| Acanthosaura capra                  | 10 724 000                                     |                                        | |        | [ 31 ]               |
| Gallotia galloti                    | 10 903 000                                     |                                        | |        | [ 31 ]               |
| Eutropis multifasciata              | 10 944 000                                     |                                        | |        | [ 31 ]               |
| Rainbow boa                         | 11 083 000                                     |                                        | |        | [ 31 ]               |
| East African black mud turtle       | 11 285 000                                     |                                        | |        |                      |

## Lista de espécies animais por número de neurônios do prosencéfalo (ou pálio)
| Nome comum                   | Número médio de estruturas neurais sensoriais-associativas | Variação intraespecífica | Método                                 | Estrutura sensorial-associativa | Nomenclature binomial                      | Imagem | Fonte                             |
| ---------------------------- | ---------------------------------------------------------- | ------------------------ | -------------------------------------- | ------------------------------- | ------------------------------------------ | ------ | --------------------------------- |
| Mosca de fruta               | 2,500*                                                     |                          | Facionador ótico                       | Corpora pedunculata             | Drosophila melanogaster                    |        | [ 37 ]                            |
| Cachalote-pigmeu             | 2,020,000,000*                                             |                          | Facionador ótico                       | Pálio (córtex)                  | Kogia breviceps                            |        | [ 38 ]                            |
| Foca-leopardo                | 2,386,000,000^                                             |                          | Estimado                               | Pálio (córtex)                  | Hydrurga leptonyx                          |        | [ 39 ]                            |
| Guenon                       | 2,500,000,000^                                             |                          | Estimado                               | Pálio (córtex)                  | Genus: Cercopithecus, espécie desconhecida |        | [ 40 ]                            |
| Macaca nemestrina            | 2,531,000,000^                                             |                          | Estimado                               | Pálio (córtex)                  | Macaca nemestrina                          |        | [ 39 ]                            |
| Theropithecus gelada         | 2,568,000,000^                                             |                          | Estimado                               | Pálio (córtex)                  | Theropithecus gelada                       |        | [ 39 ]                            |
| Arara vermelha               | 2,646,000,000^                                             |                          | Estimado                               | Pallium (DVR)                   | Ara chloropterus                           |        | [ 39 ]                            |
| Toninha-comum                | 2,750,000,000*                                             |                          | Facionador ótico                       | Pálio (córtex)                  | Phocoena phocoena                          |        | [ 39 ] [ 41 ]                     |
| Papio cynocephalus           | 2,880,000,000                                              |                          | Facionador isotrópico                  | Pálio (córtex)                  | Papio cynocephalus                         |        | [ 42 ]                            |
| Arara-azul-grande            | 2,944,000,000^                                             |                          | Estimado                               | Pallium (DVR)                   | Anodorhynchus hyacinthinus                 |        | [ 39 ]                            |
| Babuíno-sagrado              | 2,990,000,000^                                             |                          | Estimado                               | Pálio (córtex)                  | Papio hamadryas                            |        | [ 39 ]                            |
| Mandril                      | 3,102,000,000^                                             |                          | Estimado                               | Pálio (córtex)                  | Mandrillus sphinx                          |        | [ 39 ]                            |
| Morsa                        | 3,929,000,000^                                             |                          | Estimado                               | Pálio (córtex)                  | Odobenus rosmarus                          |        | [ 39 ]                            |
| Elefante-marinho-do-sul      | 3,994,000,000^                                             |                          | Estimado                               | Pálio (córtex)                  | Mirounga leonina                           |        | [ 39 ]                            |
| Elefante africano            | 5,600,000,000                                              |                          | Facionador isotrópico                  | Pálio (córtex)                  | Loxodonta africana                         |        | [ 43 ]                            |
| Golfinho comum               | 6,700,000,000*                                             |                          | Facionador ótico                       | Pálio (córtex)                  | Delphinus delphis                          |        | [ 39 ] [ 38 ]                     |
| Elefante asiático            | 6,775,000,000^                                             |                          | Estimado                               | Pálio (córtex)                  | Elephas maximus                            |        | [ 39 ]                            |
| Bonobo                       | 7,250,000,000^                                             |                          | Estimado                               | Pálio (córtex)                  | Pan paniscus                               |        | [ 39 ]                            |
| Chimpanzé                    | 7,400,000,000*                                             |                          | Facionador ótico                       | Pálio (córtex)                  | Pan troglodytes                            |        | [ 44 ]                            |
| Orangutango                  | 7,704,000,000^ - 8,900,000,000^                            |                          | Estimado                               | Pálio (córtex)                  | Genus: Pongo                               |        | [ 39 ] [ 45 ]                     |
| Gorila                       | 9,100,000,000^                                             |                          | Estimado                               | Pálio (córtex)                  | Gorilla gorilla                            |        | [ 39 ] [ 45 ]                     |
| Baleia-bicuda-de-cuvier      | 9,100,000,000*                                             |                          | Facionador ótico                       | Pálio (córtex)                  | Ziphius cavirostris                        |        | [ 38 ]                            |
| Baleia-branca                | 10,000,000,000^                                            |                          | Estimado                               | Pálio (córtex)                  | Delphinapterus leucas                      |        | [ 39 ]                            |
| Golfinho-roaz                | 12,700,000,000*                                            |                          | Facionador ótico                       | Pálio (córtex)                  | Tursiops truncatus                         |        | [ 39 ] [ 38 ]                     |
| Baleia-de-minke              | 12,800,000,000*                                            |                          | Facionador ótico                       | Pálio (córtex)                  | Balaenoptera acutorostrata                 |        | [ 46 ]                            |
| Baleia-comum                 | 15,000,000,000*                                            |                          | Facionador ótico                       | Pálio (córtex)                  | Balaenoptera physalus                      |        | [ 39 ] [ 47 ]                     |
| Baleia-azul                  | 15,000,000,000^                                            |                          | Estimado                               | Pálio (córtex)                  | Balaenoptera musculus                      |        | [ 39 ]                            |
| Humano                       | 16,340,000,000 21,000,000,000*                             | ± 2,170,000,000          | Facionador isotrópico Facionador ótico | Pálio (córtex)                  | Homo sapiens                               |        | [ 36 ] [ 48 ] [ 1 ] [ 49 ] [ 50 ] |
| Golfinho-de-risso            | 18,750,000,000^                                            |                          | Estimado                               | Pálio (córtex)                  | Grampus griseus                            |        | [ 39 ]                            |
| Baleia-piloto-de-aleta-curta | 35,000,000,000^                                            |                          | Estimado                               | Pálio (córtex)                  | Globicephala macrorhynchus                 |        | [ 39 ]                            |
| Baleia-piloto-de-aleta-longa | 37,200,000,000*                                            |                          | Facionador ótico                       | Pálio (córtex)                  | Globicephala melas                         |        | [ 51 ]                            |
| Baleia orca                  | 43,100,000,000*                                            |                          | Facionador ótico                       | Pálio (córtex)                  | Orcinus orca                               |        | [ 39 ] [ 38 ]                     |

A questão de qual característica física de um animal torna um animal inteligente variou ao longo dos séculos. Uma especulação inicial foi o tamanho do cérebro (ou peso, que fornece a mesma ordenação). Uma segunda proposta era a razão cérebro-massa corporal e uma terceira era o quociente de encefalização, às vezes chamado de QE. O melhor preditor atual é o número de neurônios no prosencéfalo, com base nas contagens de neurônios aprimoradas de Herculano-Houzel. Ele explica com mais precisão as variações na dependência do cerebelo. O elefante depende de seu cerebelo excepcionalmente grande, enquanto os pássaros se contentam com um muito menor.
Diferentes métodos têm sido usados para contar neurônios e estes podem diferir em grau de confiabilidade. São eles o fracionador óptico, uma aplicação da estereologia, e o fracionador isotrópico, uma inovação metodológica recente. A maioria dos números na lista é resultado de estudos usando o fracionador isotrópico mais recente. Uma variação do fracionador óptico foi responsável pela contagem anterior total de neurônios do cérebro humano de 100.000.000.000 neurônios, que foi revisada para 86.000.000.000 pelo uso do fracionador isotrópico. É em parte por isso que pode ser considerado menos confiável. Finalmente, alguns números são o resultado de estimativas baseadas em correlações observadas entre o número de neurônios corticais e a massa cerebral em táxons intimamente relacionados.